# Bäingsen
Bäingsen ist als ein Teil der ehemals selbstständigen Gemeinde Deilinghofen seit dem 1. Januar 1975 ein Ortsteil der Stadt Hemer. Das Gut liegt im Osten Hemers, an der Grenze zur Nachbarstadt Balve.
Im Mittelalter war das Gut Bäingsen ein Rittersitz, der ins Verteidigungssystem der Burg Klusenstein integriert war. In Bäingsen lag zum Beispiel die Wehrkirche, die bei einem Brand 1837 fast vollständig zerstört wurde. Nur der Kapellenturm ist bis heute erhalten. 1237 wurde das Gut mit dem damaligen Namen Bedinchusen an das Kloster Fröndenberg der Zisterzienserinnen verkauft. Teilobjekte des Gutes stehen seit 1984 unter Denkmalschutz.
Als Hemer Mitte der 1930er-Jahre Garnisonsstadt wurde, errichtete die Wehrmacht einen Schießstand für Infanterie- und Maschinengewehre sowie Granatwerfer bei Bäingsen. Neben dem Bau von fünf Bunkern wurde ein mehrere Quadratkilometer großes Gelände zum Sperrgebiet erklärt.
In Bäingsen liegt eine Bachschwinde, die das Wasser ins Hönnetal leitet und auf diese Weise zur dortigen Höhlenbildung beiträgt. Außerdem befinden sich rund um das Gut Fundstellen von eisenhaltiger Schlacke, die in früheren Jahrhunderten in sechs Schmelzöfen vor Ort verhüttet wurden.